# 보짝현
보짝현(베트남어: Huyện Bố Trạch / 縣布澤)은 베트남 북중부 지방 꽝빈성의 현이다. 보짝현은 남동쪽으로는 성도인 동허이시, 북쪽으로는 뚜옌호아현과 꽝짝현과 접하고, 남쪽으로는 꽝닌현과 북서쪽으로는 민호아현과 접한다. 보짝현은 퐁냐께방 국립공원의 본거지로서 30개의 사와 시사를 가지고 있다. 2006년 현재 그 지역의 인구는 402,756명이다. 보짝현은 2,123 km2에 이른다.

## 지리
보짝현은 꽝빈성의 중앙에 위치하며, 면적 2,123.1 km2으로 꽝빈성에서 큰 현이다. 응에안성 뜨엉즈엉현과 라이쩌우성의 므엉떼현에 이어 전국에서 세 번째로 넓은 현이다.
- 동쪽은 동해와 접경하고
- 서쪽은 라오스의 캄무안주에 인접해 있다.
- 북서쪽은 민호아현에 접하고 있다.
- 남쪽으로 꽝닌현에 접한다.
- 동남쪽은 동허이시에 접하고 있다.
- 북쪽은 뚜옌호아현과 바돈 시사와 접한다.

이 지역을 흐르는 강에는 선강, 딘강, 리호아강이 있다.

## 행정 구역
보짝현은 3시진, 25사를 관할하고 있다.

### 시진
- 호안라오 시진 (Thị trấn Hoàn Lão, 完老市鎭)
- 퐁냐 시진 (Thị trấn Phong Nha, 峰衙市鎭)
- 농쯔엉비엣쭝 시진 (Thị trấn Nông trường Việt Trung, 越中農場市鎭)

### 사
- 박짝 사 (Xã Bắc Trạch, 北澤社)
- 끄넘 사 (Xã Cự Nẫm, 巨稔社)
- 다이짝 사 (Xã Đại Trạch, 大澤社)
- 동짝 사 (Xã Đồng Trạch, 同澤社)
- 득짝 사 (Xã Đức Trạch, 德澤社)
- 하짝 사 (Xã Hạ Trạch, 下澤社)
- 하이푸 사 (Xã Hải Phú, 海富社)
- 호아짝 사 (Xã Hoà Trạch, 和澤社)
- 흥짝 사 (Xã Hưng Trạch, 興澤社)
- 럼짝 사 (Xã Lâm Trạch, 林澤社)
- 리엔짝 사 (Xã Liên Trạch, 蓮澤社)
- 리짝 사 (Xã Lý Trạch, 里澤社)
- 미짝 사 (Xã Mỹ Trạch, 美澤社)
- 남짝 사 (Xã Nam Trạch, 南澤社)
- 년짝 사 (Xã Nhân Trạch, 仁澤社)
- 푸딘 사 (Xã Phú Định, 富定社)
- 푹짝 사 (Xã Phúc Trạch, 福澤社)
- 선록 사 (Xã Sơn Lộc, 山祿社)
- 떤짝 사 (Xã Tân Trạch, 新澤社)
- 떠이짝 사 (Xã Tây Trạch, 西澤社)
- 타인짝 사 (Xã Thanh Trạch, 淸澤社)
- 트엉짝 사 (Xã Thượng Trạch, 上澤社)
- 쭝짝 사 (Xã Trung Trạch, 中澤社)
- 반짝 사 (Xã Vạn Trạch, 萬澤社)
- 쑤언짝 사 (Xã Xuân Trạch, 春澤社)

## 갤러리

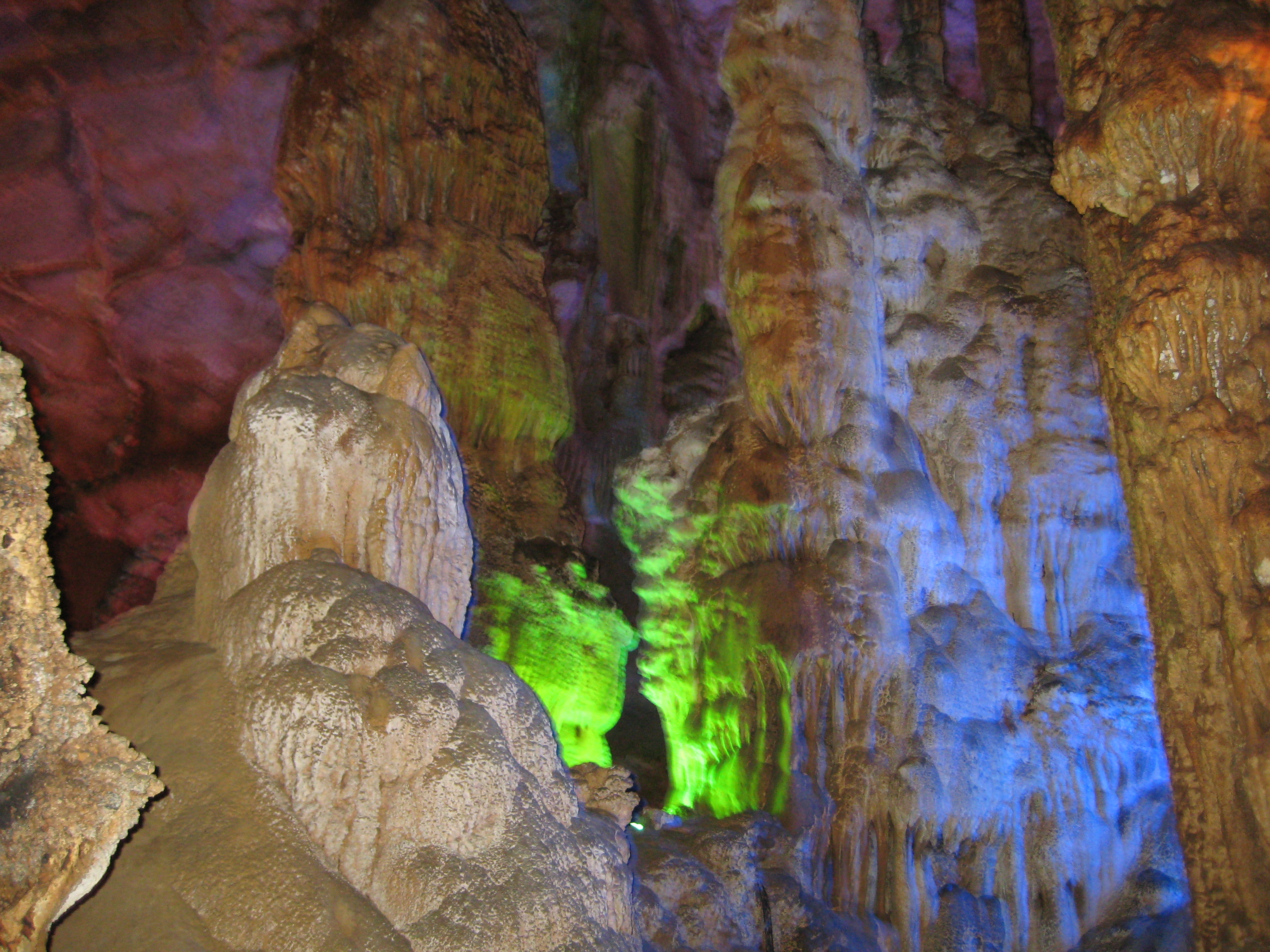
퐁냐께방 국립공원
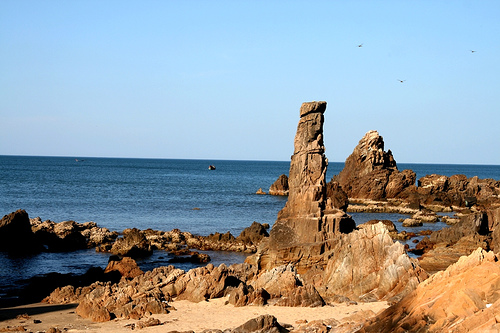
다냐이 해변
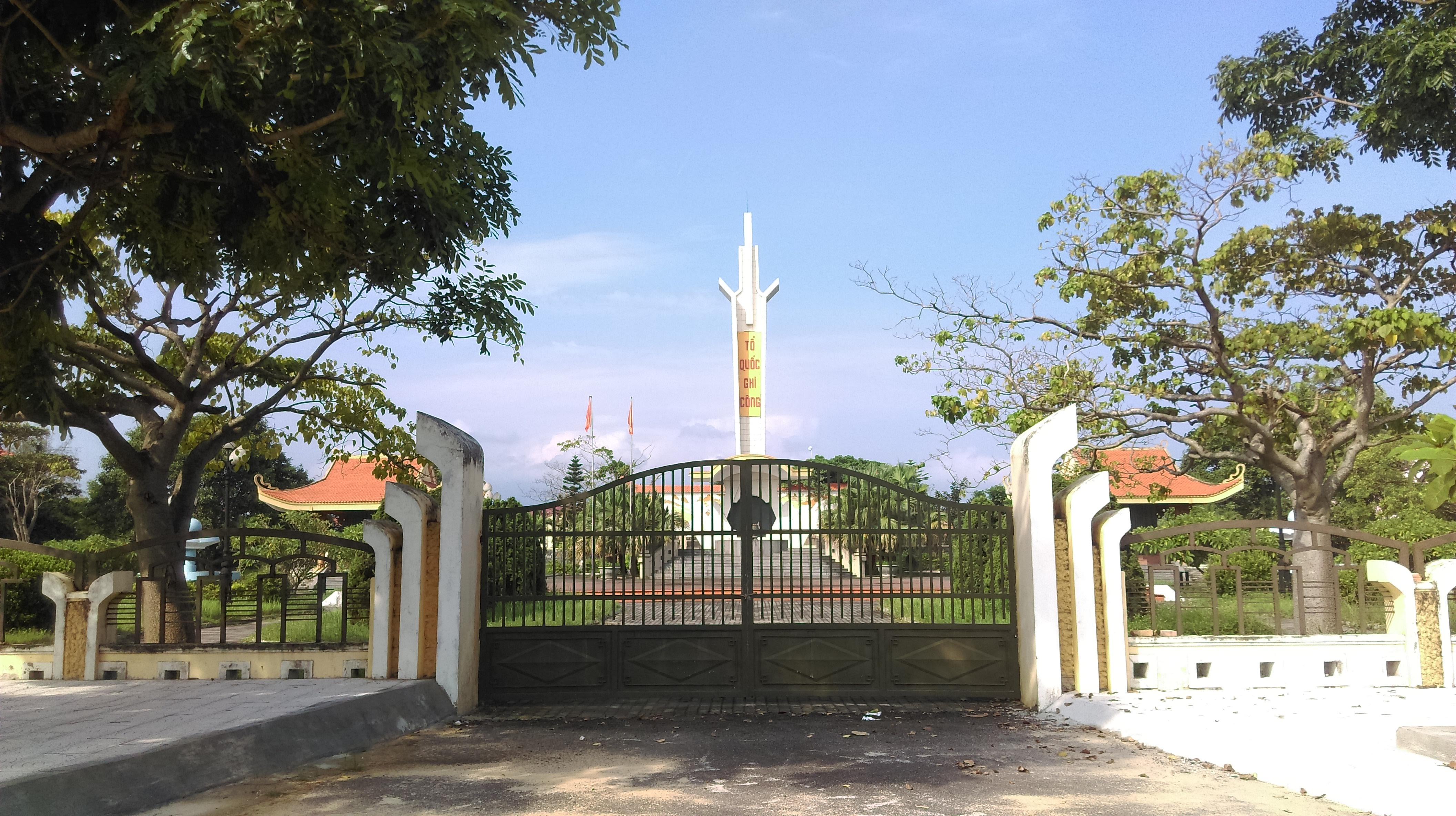
보짝현 순교자 묘지